# LEDA 101374
LEDA 101374는 지구로부터 약 5억 7,000만 광년 떨어진 Arp 194를 이루는 나선 은하이다.